# Варшава 80
Клуб партийной творческой интеллигенции «Варшава 80» (пол. Klub Partyjnej Inteligencji Twórczej „Warszawa 80”) — польская ортодоксально-коммунистическая организация в Варшаве 1980—1982 годов. Действовала в период противостояния правящей компартии ПОРП с независимым профсоюзом Солидарность. Создана под руководством первого секретаря Варшавского комитета ПОРП Станислава Кочёлека. Стояла на догматических позициях «партийного бетона», выступала против «Солидарности» и реформистских «горизонтальных структур». Прекратила деятельность при военном положении после отставки Кочёлека.

## Предыстория и создание
В августе 1980 года забастовочное движение в Польше привело к легализации независимого профсоюза Солидарность и смене руководства правящей компартии ПОРП. Новый первый секретарь ЦК ПОРП Станислав Каня произвёл масштабную замену руководящие партийных кадров — отстранялись наиболее крупные фигуры, связанные с Эдвардом Гереком. 17 ноября 1980 первым секретарём Варшавского комитета ПОРП вместо Алоизия Каркошки стал Станислав Кочёлек.
В 1964—1967, при правлении Владислава Гомулки, Кочёлек уже возглавлял столичную парторганизацию. Впоследствии он побывал членом Политбюро и секретарём ЦК ПОРП. Вместе с Гомулкой и другими его сподвижниками Кочёлеку пришлось уйти в отставку после декабрьского кровопролития 1970. Репутация Кочёлека была крайне одиозна: хотя его роль не являлась тогда ключевой, по стечению обстоятельств именно он воспринимался как «публичное лицо расстрела». Идеологически и политически Кочёлек всегда занимал консервативно-сталинистские позиции «партийного бетона». Каня направлял Кочёлека на руководство Варшавским комитетом, рассчитывая на его аппаратный опыт и жёсткость в противостоянии с «Солидарностью».
Варшавская парторганизация издавна считалась оплотом партийного консерватизма. В 1950—1960-х здесь были особенно сильны сталинисты-«натолинцы» и национал-коммунистические «партизаны». Этому способствовала повышенная концентрация в столице действующих и отставных партийно-государственных кадров, офицеров милиции и СБ, функционеров идеологического аппарата — партийных журналистов и лекторов, преподавателей марксизма-ленинизма, литераторов и кинематографистов соцреализма, философов и политологов. Они связывали свой социальный статус, материальное благосостояние и привычное мировоззрение с партократией ПОРП, коммунистическом государством ПНР и строем «реального социализма», были сильно встревожены переменами и враждебны к «Солидарности».
В этой среде Варшавский комитет ПОРП под руководством Кочёлека начал формировать «общественные организации» — формально не принадлежащие непосредственно к ПОРП, но фактически подконтрольные и управляемые партаппаратом. 16 декабря 1980 был учреждён Клуб партийной творческой интеллигенции «Варшава 80» (KPIT W80). В задачу клуба ставилось создание «идейного кулака партии».

## Кадры и идеология
Руководящим органом «Варшавы 80» являлся программный совет из 17 членов. Председателем совета был избран Тадеуш Ярошевский — директор Института философии и социологии Польской академии наук, специалист по «научному атеизму», один из ведущих идеологов догматизма в ПОРП. Его заместителями стали историк коммунистического движения, литератор и журналистка Божена Кшивоблоцкая, военный юрист и политолог полковник Ежи Мушиньский, ректор Киношколы в Лодзи Станислав Кушевский. В программном совете состоял известный культуролог-славист Базыли Бялокозович. Большим влиянием пользовался генерал бригады Норберт Михта — бывший заместитель начальника Главного политуправления Народного Войска Польского, ректор Высшей школы общественных наук при ЦК ПОРП.
Серым кардиналом «партийного бетона» Варшавы, в том числе KPIT W80, считался журналист и киносценарист Рышард Гонтаж. В молодости Гонтаж служил в Министерстве общественной безопасности, потом был сексотом I (разведывательного) департамента МВД, относившегося к СБ. Работал в различных партийных изданиях, активно участвовал в антисемитской кампании 1968. Писал сценарии фильмов-боевиков по заказу МВД. Гонтаж пользовался полным доверием Кочёлека и имел постоянный доступ к первому секретарю. Он закулисно руководил организационной деятельностью «Варшавы 80».
Идеологические установки KPIT W80 основывались на «бетонной» позиции Варшавского комитета и лично Станислава Кочёлека. Клуб выступал за полновластие ПОРП, политико-идеологическую монополию «настоящих коммунистов», жёсткий государственный порядок сталинистского типа, призывал подавить «Солидарность», покончить с диссидентской оппозицией, установить государственный контроль над костёлом. Ярошевский особо критиковал «абстрактный гуманизм» политики 1970-х. Стараясь завоевать хотя бы какую-то популярность, Гонтаж делал пропагандистский упор на разоблачениях прежнего партийного руководства во главе с Гереком — такие лозунги могли встречать отклик в рабочей среде. Но критику Герека и его окружения Гонтаж соединял с призывами «вернуться к истокам марксизма-ленинизма».
Резко критиковались и действующие партийные функционеры — но только такие, как Анджей Верблан или Мечислав Раковский, то есть «партийные либералы», связанные с реформистскими «горизонтальными структурами». Лидерам «бетона» — Тадеушу Грабскому, Стефану Ольшовскому, Мирославу Милевскому, Анджею Жабиньскому, разумеется, Станиславу Кочёлеку — выражалась всяческая поддержка.

## «Диспетчерская „бетона“»
Пользуясь административным ресурсом Варшавского комитета, члены KPIT W80 проникали на промышленные предприятия, выступали перед рабочими. Удалось организовать секции на тракторном заводе «Урсус», металлургическом комбинате Хута Варшава, машиностроительном заводе имени Варыньского, автозаводе FSO. Численность «Варшавы 80» достигла 250 человек — высокая цифра для «бетонной» организации. «Варшава 80» принадлежала к самым крупным и активным группам «бетона», наряду с Катовицким партийным форумом (KFP), Познанским форумом коммунистов (PFK), Движением щецинских коммунистов (RSK), Коммунистическим союзом польской молодёжи (KZMP). Более многочисленное Патриотическое объединение «Грюнвальд» держалось особняком.
Активисты «Варшавы 80» учредила печатный рупор «бетона» — еженедельник Rzeczywistość — «Реальность». Редакцию возглавили Рышард Гонтаж и Генрик Тыцнер. Учреждение санкционировал главный идеолог «бетона» — член Политбюро и секретарь ЦК Стефан Ольшовский. На страницах «Реальности» 150-тысячным тиражом обличались «Солидарность» и КОС-КОР, рисовалась «реваншистская угроза» ФРГ и НАТО, велось «разоблачение сионизма и „израильской агрессии“ на Ближнем Востоке» (значительная часть финансирования «Реальности» поступала от сирийского режима Хафеза Асада). В то же время Гонтаж старался создать репутацию смелого и неподконтрольного издания — с этой целью регулярно помещались материалы о коррупции и бесхозяйственности.
На основе еженедельника была создана Ассоциация «Реальность». Сеть «клубов социально-политического знания» — ортодоксально-коммунистических и «лево-национальных» групп — координировала «бетонный» актив во всепольском масштабе. Формально председателем ассоциации стал отставной партийный функционер из Лодзи Мариан Тупяк. Реальное руководство осуществляли из Варшавы Гонтаж и Тыцнер под руководством даже не Кочёлека, а члена Политбюро и секретаря ЦК Тадеуша Грабского. Столичное положение позволяло «Варшаве 80» выступать своего рода «диспетчерской» для «бетонных» организаций по всей стране.
Постоянной базой «Варшавы 80» был известный в столице книжный магазин «Универсус». Здесь проводились публичные собрания, принимались резолюции об «усилении борьбы на идеологическом фронте», «отпоре силам контрреволюции», «марксистском возрождении партии» и т. д. В этих мероприятиях участвовали влиятельные партийные политики — Станислав Кочёлек, Казимеж Конколь, секретарь ЦК ПОРП Ежи Ващук, генеральный прокурор ПНР Люциан Чубиньский. Публичное участие таких фигур давало основания воспринимать решения «общественной организации» как официальные установки партийно-государственной власти. В этом состояла отличительная особенность «Варшавы 80» среди десятков организаций «партийного бетона».

## Конфликты и роспуск
На протяжении 1981 года «Варшава 80» регулярно выступала с требованиями жёсткого курса против «Солидарности», чистки партии и в особенности партийного руководства, осуждала «провалившийся путь компромисса». Особенно резкими были летние выступления в преддверии IX чрезвычайного съезда ПОРП. За несколько дней до открытия съезда в Катовице была проведена конференция и митинг «бетона» с участием представителей KFP, PFK, RSK, «Варшавы 80», других региональных группировок. Участники конференции направили открытое письмо делегатам съезда с призывом отстоять марксистско-ленинский характер ПОРП. Возникали даже идеи создания на базе ортодоксальных групп «подлинной коммунистической партии», но такие планы быстро пресекались партаппаратом при участии военных спецслужб.
Но несмотря на серьёзный административно-политический потенциал, в борьбе за влияние на массы «Варшава 80» безнадёжно проигрывала варшавскому профцентру «Солидарности», во главе которого стояли такие радикальные антикоммунисты, как Збигнев Буяк и Северин Яворский. Сложным становилось положение и в столичной организации ПОРП. Станислав Кочёлек не без труда добился избрания делегатом на IX чрезвычайный съезд ПОРП в июле 1981. При выборах ЦК Кочёлек потерпел сокрушительное поражение.
«Партийный бетон» делал ставку на установление военного режима и силовое подавление «Солидарности». Кочёлек и «Варшава 80» призывали к этому практически открыто. С особенной яростью KPIT W80 и персонально Гонтаж отреагировали на Обращение к трудящимся Восточной Европы, принятое I съездом «Солидарности». На первый план в руководстве ПОРП выдвигались «товарищи в погонах» во главе с генералом армии Войцехом Ярузельским. 18 октября 1981 Ярузельский был утверждён первым секретарём ЦК, сохранив посты председателя Совета министров и министра национальной обороны. 13 декабря 1981 в Польше было введено военное положение, власть перешла к Военному совету национального спасения под председательством Ярузельского.
Политические установки Кочёлека и «Варшавы 80» были реализованы. Но в условиях военной диктатуры отпадала нужда в политических организациях, подобных «Варшаве 80». Большинство групп «бетона» прекратили свою деятельность ещё в преддверии военного положения или сразу после его введения. «Варшава 80» существовала дольше только благодаря покровительству Кочёлека как партийного секретаря.
Многие армейские, а иногда и милицейские генералы неприязненно относились к партийным функционерам. Ярузельский считал Кочёлека одиозным, безынициативным и непопулярным «покровителем канцелярской мафии». Его отстранение с поста в Варшавском комитете оказалось вопросом короткого времени: 5 июня 1982 Кочёлека сменил Мариан Возняк. «Варшава 80» прекратила существование ещё в мае — после массовых протестов в столице и уличных столкновений демонстрантов с ЗОМО. Ассоциация «Реальность» под руководством уже отставленного Грабского просуществовала несколько дольше и была распущена в январе 1983.